# Mitchell Heard
Mitchell Heard (* 12. März 1992 in Bowmanville, Ontario) ist ein kanadischer Eishockeyspieler, der seit Juli 2024 bei den Glasgow Clan aus der britischen Elite Ice Hockey League (EIHL) unter Vertrag steht und dort auf der Position des Centers spielt. Zuvor war Heard unter anderem für die Straubing Tigers und Bietigheim Steelers in der Deutschen Eishockey Liga (DEL) aktiv.

## Karriere
Heard begann seine Karriere bei den Plymouth Whalers aus der Ontario Hockey League (OHL), die ihn im Herbst 2009 unter Vertrag nahmen, nachdem er zuvor während der OHL Priority Selection von keinem Team selektiert worden war. Nach zwei Spielzeiten bei den Whalers war er für den NHL Entry Draft 2011 verfügbar, wurde jedoch von keinem Team der National Hockey League (NHL) ausgewählt. In der Folge erhielt er eine Einladung in das Trainingscamp der Toronto Maple Leafs, mit denen er sich jedoch trotz guter Leistungen auf keinen Vertrag einigen konnte und somit zu den Plymouth Whalers zurückkehrte. In der OHL-Saison 2011/12 stellte Mitchell Heard mit 29 Toren und 57 Scorerpunkten in 57 Spielen neue persönliche Bestleistungen auf. Beim NHL Entry Draft 2012 wurde der Offensivakteur in der zweiten Runde an insgesamt 41. Position von der Colorado Avalanche selektiert. Kurz darauf unterschrieb er einen dreijährigen Einstiegsvertrag bei der Avalanche. Die Spielzeit 2012/13 begann Heard zunächst bei Colorados Farmteam Lake Erie Monsters in der American Hockey League (AHL), wurde jedoch im Saisonverlauf zur weiteren Entwicklung zurück zu den Plymouth Whalers in die OHL geschickt. Mit den Whalers erreichte er in der OHL-Saison 2012/13 das Conference-Finale, schied dort aber gegen den späteren J.-Ross-Robertson-Cup-Sieger London Knights aus.
Bei den Lake Erie Monsters stand Heard bis zum Ende der Saison 2014/15 unter Vertrag, wobei er von November 2014 bis April 2015 auch 22 Spiele bei den Fort Wayne Komets in der ECHL absolvierte. Die Saison 2015/16 verbrachte der Rechtsschütze bei den neu gegründeten Stockton Heat aus der AHL und bei Adirondack Thunder aus der ECHL, beides Farmteams der Calgary Flames. Die folgenden beiden Jahre stand Heard für die Florida Everblades aus der ECHL und für die Charlotte Checkers aus der AHL auf dem Eis. Im Juli 2018 gaben die Straubing Tigers aus der Deutschen Eishockey Liga (DEL) die Verpflichtung des jungen Kanadiers bekannt. Das bayerische Eishockeyteam bildete damit die erste Station Heards in Europa. In den Jahren 2019 und 2020 gaben die Straubing Tigers die Verlängerung des Vertrags um je eine weitere Saison bekannt. Während der Saison 2020/21 verließ Heard das Team aus Niederbayern jedoch vorzeitig aus privaten Gründen.
Anschließend lief er bis Dezember 2021 für die Bietigheim Steelers auf, ehe er nach Nordamerika zurückkehrte und die Saison bei den Toledo Walleye in der ECHL beendete. Es folgte eine weitere Spielzeit bei den Walleye, in deren Verlauf er auch an die Belleville Senators aus der AHL ausgeliehen wurde. Für die Senators lief Heard 13-mal auf, während er in 46 Partien für Toledo auf dem Eis stand. Nach den eineinhalb Jahren in Nordamerika wechselte der Kanadier im Sommer 2023 erneut nach Europa und verbrachte die Saison 2023/24 beim HK Dukla Michalovce in der slowakischen Extraliga. Im Sommer 2024 wechselte der Stürmer zum schottischen Klub Glasgow Clan in die britische Elite Ice Hockey League (EIHL).

## Karrierestatistik
Stand: Ende der Saison 2023/24
(Legende zur Spielerstatistik: Sp oder GP = absolvierte Spiele; T oder G = erzielte Tore; V oder A = erzielte Assists; Pkt oder Pts = erzielte Scorerpunkte; SM oder PIM = erhaltene Strafminuten; +/− = Plus/Minus-Bilanz; PP = erzielte Überzahltore; SH = erzielte Unterzahltore; GW = erzielte Siegtore; 1 Play-downs/Relegation; Kursiv: Statistik nicht vollständig)